# Cienfuegos
Cienfuegos là một thành phố ở bờ biển nam của Cuba, thủ phủ của tỉnh Cienfuegos. Thành phố này cách La Habana 250 km và có dân số 150.000 người. Thành phố được mệnh danh là La Perla del Sur (Hạt ngọc trai của phương Nam) và Cienfuegos có nghĩa là "Trăm ngọn lửa".

## Dân số
Năm 2004, đô thị Cienfuegos có dân số 163.824 với diện tích 333 km² (128,6 mi²) và mật độ dân số 492,0người/km² (1.274,3người/sq mi).

## Lịch sử
Khu vực này đã được gọi là Cacicazgo de Jagua khi người Tây Ban Nha đến đây, và đã có thổ dân sinh sống.
Người Pháp di cư từ Bordeaux và Louisiana, do Don Louis D'Clouet dẫn đầu, đã đến đây ngày 22 tháng 4 năm 1819 và định cư ở đây. Tên ban đầu của nó là Fernardina de Jagua, vinh danh Ferdinand VII của Tây Ban Nha. Khu định cư này trở thành một đô thị (tiếng Tây Ban Nha: Villa) năm 1829, và trở thành thành phố năm 1880. Thành phố đã được gọi là Cienfuegos.
Trong thời kỳ Cách mạng Cuba, thành phố chứng kiến một cuộc nổi dậy chống Fulgencio Batista và đã bị ném bom ngày 5 tháng 9 năm 1957.

## Di sản thế giới
Năm 2005, UNESCO đã công nhận Trung tâm đô thị lịch sử Cienfuegos là một di sản thế giới do nó là mẫu hình tốt nhất về quy hoạch đô thị của Kỷ nguyên ánh sáng Tây Ban Nha đầu thế kỷ 19.

## Các điểm tham quan
- Castillo de Nuestra Señora de los Ángeles de Jagua – pháo đài
- Arco de Triunfo -Arco de Triunfo duy nhất ở Cuba
- Cathedral de la Purisma Conception – giáo đường với kính, xây năm 1833-1869.
- Delfinario – vũng có cá heo và sư tử biển nước mặn
- Jardín Botánico de Cienfuegos - 97 hectare vườn thực vật
- Museo Provincial - bảo tàng sứ và đồ đạc gỗ
- Palacio de Valle - built 1913-1917 in neo-gothic style
- Palmira Yorubá Pantheon - bảo tàng religious afro-catholoc syncretism
- Parque José Martí - park in Plaza de Armas
- University of Cienfuegos "Carlos Rafael Rodríguez" (UCF) - trường đại học thứ hai của tỉnh.

## Cư dân nổi tiếng
- Benny Moré - một trong những ca sĩ Cuba nổi tiếng

## Hình ảnh

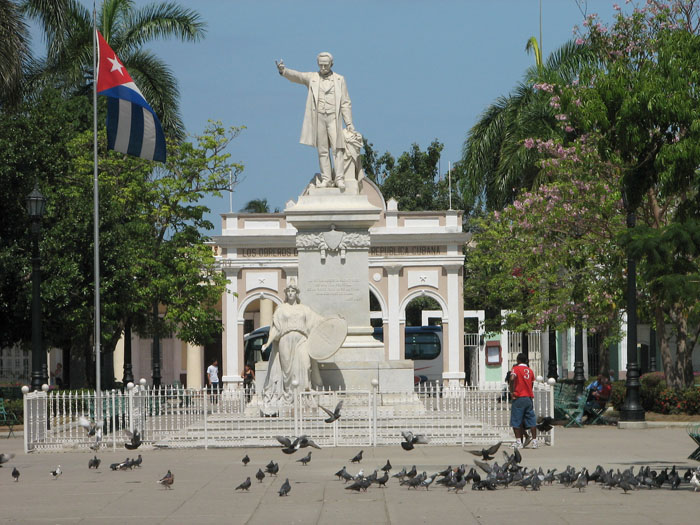
Bức tượng José Martí
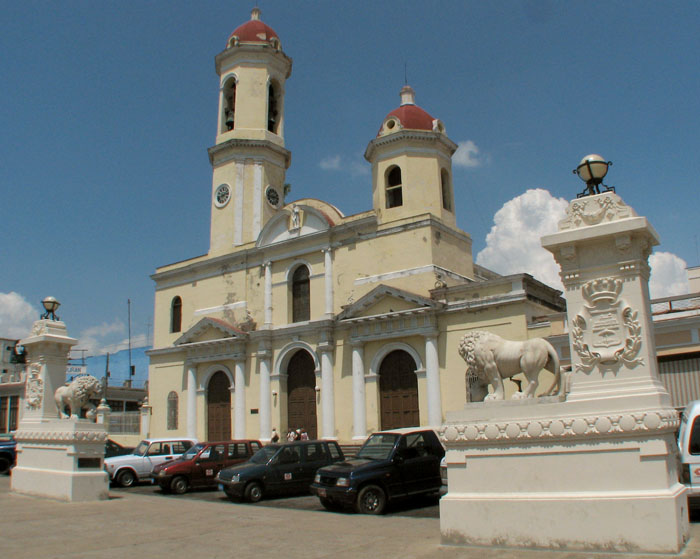
Đại giáo đường Cienfuegos
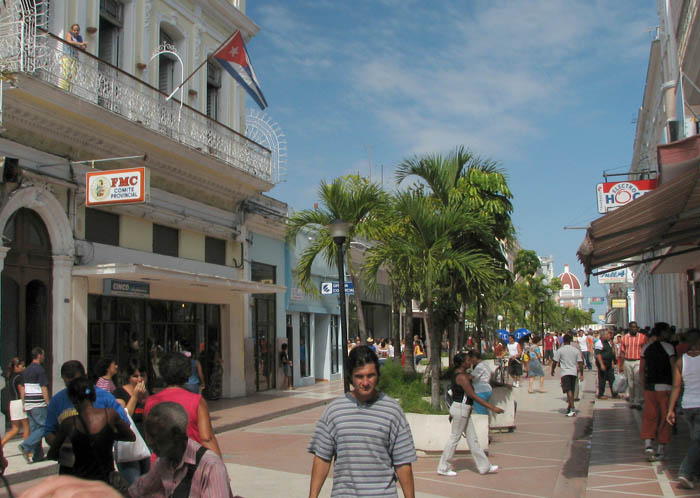
Đại lộ đi bộ
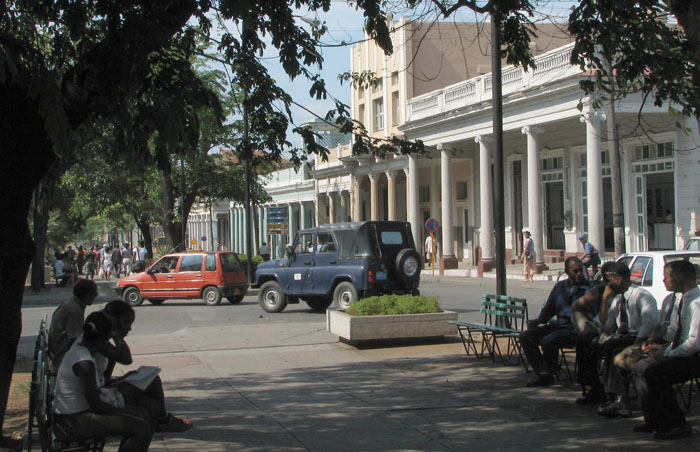
Prado
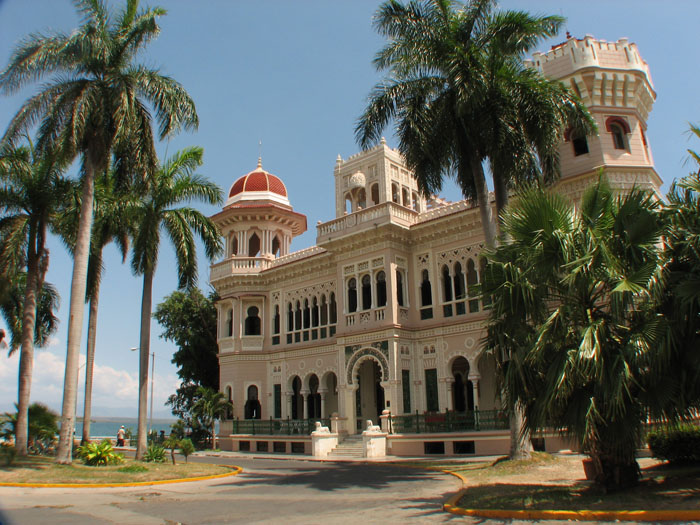
Palacio de Valle (Valle's Palace) in Punta Gorda
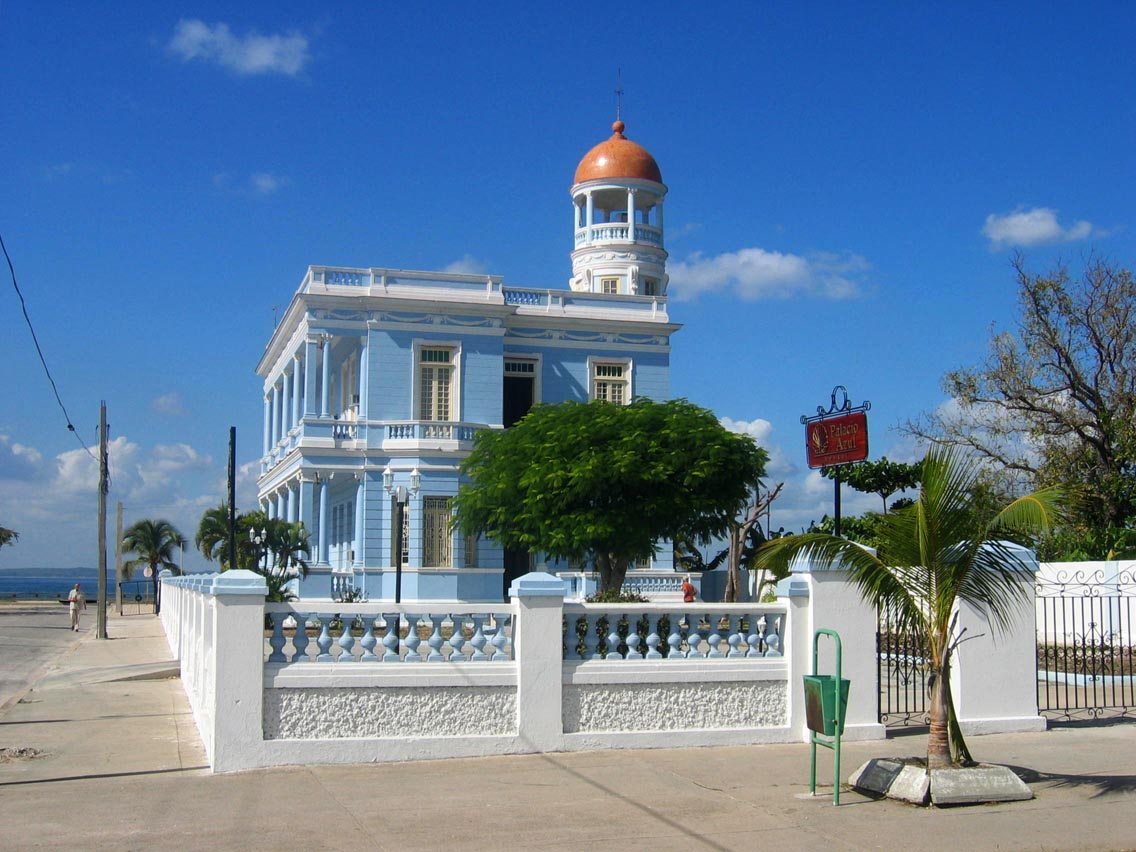
Palacio Azul (Blue Palace)
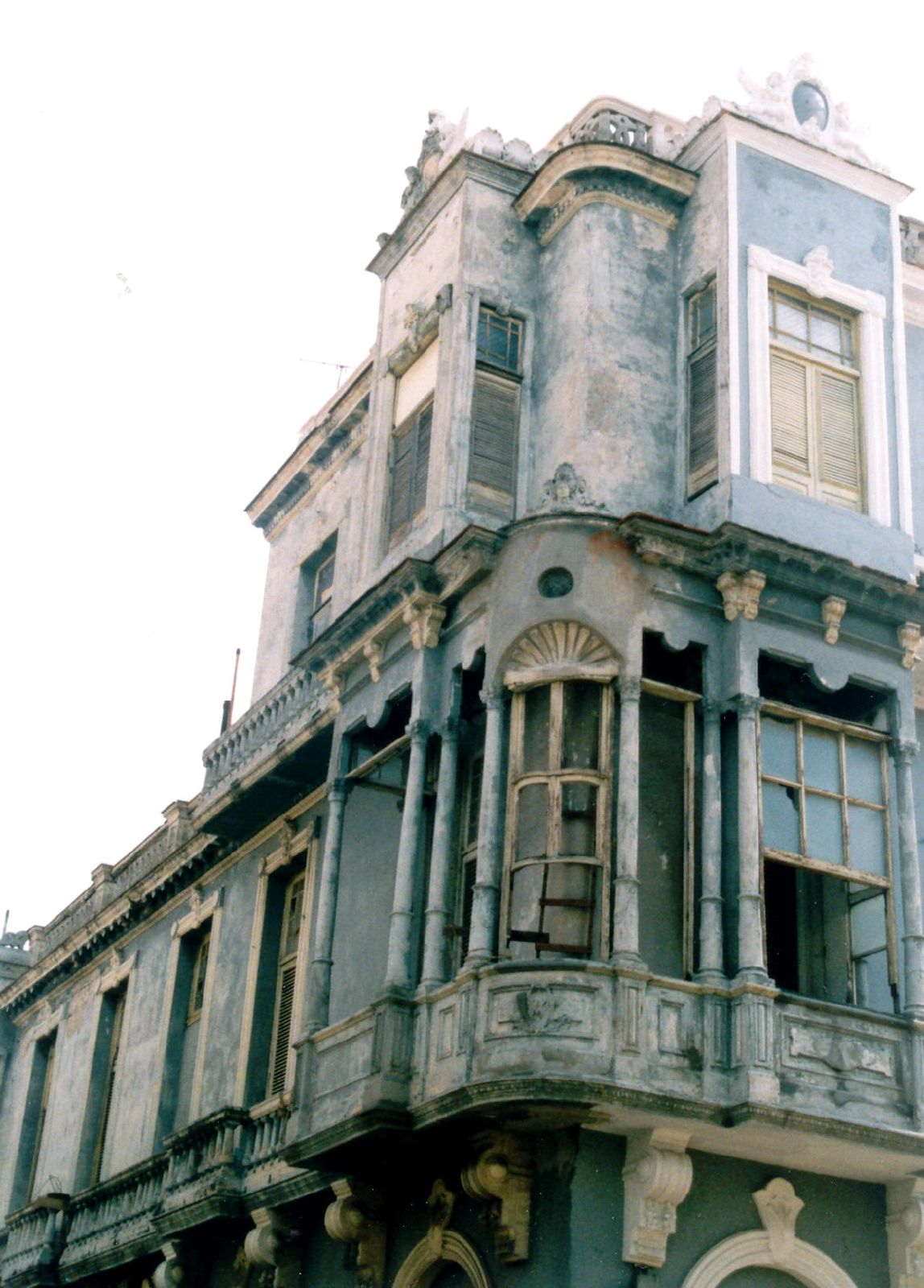
Closeup of porthouse